# Paul-Eric Paulson
Paul-Eric Paulson, folkbokförd Paul Eric Paulson, född 2 september 1925 i Malmö Sankt Petri församling, död 26 mars 1997 i Slottsstadens församling i samma stad, var en svensk jurist och direktör.
Paul-Eric Paulson var son till direktören Eric Paulson och Elsa, ogift Wadstein. Efter studentexamen i Malmö 1943 läste han juridik i Lund och blev juris kandidat där 1950. Därefter följde tingstjänstgöring i Oxie och Skytts domsaga 1951–1953 innan han var fiskal vid Skånska hovrätten 1953–1956. Han började sedan på Svenska Sockerfabriks AB (SSA), där han var ombudsman 1956–1966 och administrativ direktör 1966–1978. Han var sedan verkställande direktör för Cardoservice AB 1978–1985.
Han gifte sig 1950 med Inger Berggren (1926–2008), dotter till banktjänstemannen Folke Berggren och Anna, ogift Stjernberg. Tillsammans fick de barnen Eric (född 1953), Hans (född 1956), Kerstin (född 1960) och Paul-Anders Paulson (1962–1991). Makarna Paulson är begravda på Skanörs nya begravningsplats.